# Giorgio Odescalchi
Giorgio Odescalchi (1564 Milán – 7. května 1620 Vigevano) byl italský římskokatolický duchovní a biskup Vigevana.

## Život
Narodil se roku 1564 v Miláně do šlechtické rodiny. Z tohoto rodu pocházel také papež Inocenc XI. V některých dokumentech je uváděn jako Pietro Giorgio.
Svou církevní kariéru zahájil v mladém věku, kdy byl papežem Klementem VIII. jmenován apoštolským nunciem ve Švýcarsku. Dne 10. května 1596 byl jmenován biskupem Alessandrie. Biskupské svěcení přijal 29. května. Snažil se o správné vedení diecéze a věnoval se archeologii a historii. Založil instituci Accademia degli Immobili, která dnes funguje pod názvem Společnost pro historii, umění a archeologii Alessandrie.
Dne 26. května 1610 byl převeden na biskupský stolec ve Vigevanu. Dokončil stavbu katedrály a 24. dubna 1612 vysvětil hlavni oltář.
Zemřel 7. května 1620 ve Vigevanu.

## Proces svatořečení
Proces byl zahájen 23. května 1671 v diecézi Vigevano. Náleží mu titul Ctihodný.